# Wildmoossee
Der Wildmoossee ist ein episodisch auftretender See, drei Kilometer westlich von Seefeld in Tirol im Bereich der Ortschaft Wildmoos der österreichischen Marktgemeinde Telfs.
Der See liegt im Bereich des wasserlöslichen Hauptdolomits des Seefelder Plateaus auf 1316 m ü. A.. Dadurch ist der Untergrund von Klüften durchzogen, die bis zum Seegrund heraufreichen. Etwa alle vier Jahre hat sich durch Schneeschmelze und Niederschläge so viel Grundwasser angestaut, dass es unter Druck springbrunnenartig aus den Klüften austritt und das Seebecken füllt. Der Wasserhöchststand ist meist im Mai erreicht. Im Spätherbst entleert sich der See wieder.
Dieser Zyklus kann sich durch unterschiedliches Wasserangebot infolge schwankender Niederschläge ändern.
Dieselben an Karst-Landschaften gebundenen Erscheinungen zeigt der anderthalb Kilometer südwestlich liegende Lottensee.